# 聖茂禮主教座堂 (昂熱)

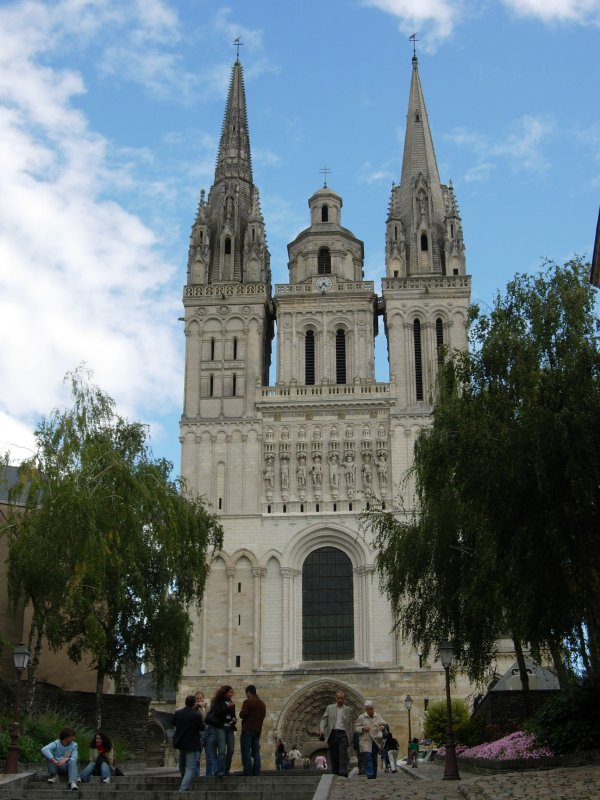
昂熱大教堂

昂熱大教堂（法語：Cathédrale Saint-Maurice d'Angers）是法國的一座天主教堂，位於昂熱，是天主教昂熱教區的主教座堂。昂熱大教堂修建於11世紀至16世紀期間。1862年，昂熱大教堂被列入法國的國家紀念建築。教堂融合了羅曼史建築和哥特式建築風格，並且其彩色的玻璃花窗也頗為著名。教堂入口處的雕刻亦十分精美。

## 外部連結
- （法文） Monum.fr's page about the Cathedral of Angers
- （英文） Stained Glass Windows and Sculptures of the Cathedral of Angers
- （英文） Complete tour of all the stained glass windows is at Painton Cowen’s website, The Medieval Stained Glass Photographic Archive, under the title, “Cathedral of Angers （页面存档备份，存于）”
- （英文） Location of the Cathedral of Angers （页面存档备份，存于）